# Медынич, Ольга Владимировна
О́льга Влади́мировна Меды́нич (род. 16 декабря 1981, Ленинград, РСФСР, СССР) — российская актриса театра, кино и пародии.

## Биография
Родилась 16 декабря 1981 года в Ленинграде.
В 2003 году окончила Санкт-Петербургскую государственную академию театрального искусства (СПбГАТИ) по специальности «Актриса театра кукол»,Николая Петровича Наумова. Сыграла в учебных спектаклях «Биография» по Максу Фришу и «Зимняя сказка» по Уильяму Шекспиру, где исполняла роли Гермионы, Паулины, Утраты и Времени.
В 2003 году за исполнение номера клоунады «Вешалка» была удостоена диплома «Муза Петербурга», а годом позже заняла второе место на Московском конкурсе эстрады имени Бориса Брунова.
После «Зимней сказки» Семён Яковлевич Спивак пригласил Ольгу в труппу Санкт-Петербургского государственного Молодёжного театра на Фонтанке, где в 2004 году она дебютировала в спектакле «История Кая и Герды». Летом 2012 года ушла из театра и после рождения ребёнка переехала в Москву.
Сыграла около 50 ролей в кино, знакома телезрителям участием в комедийном телевизионном скетч-шоу"Женская лига. Парни, деньги и любовь" (2006—2011) на телеканале «ТНТ» и в развлекательном шоу пародий «Большая разница» (2008—2014) на «Первом канале».
В 2022 году приняла участие в тринадцатом сезоне танцевального шоу «Танцы со звёздами» на телеканале «Россия-1», где её партнёром был Руслан Хисамутдинов.

### Личная жизнь
Была замужем за петербургским оператором Владимиром Вечкилёвым. В марте 2013 года родила сына Дмитрия. В этом же году рассталась с мужем и переехала с ребёнком в Москву.
С 1 марта 2016 года замужем за актёром Джемалом Тетруашвили.

## Творчество

### Работы в театре
- 2004 — «История Кая и Герды» Х. К. Андерсена — Ворона (реж. М. Мирош)
- 2005 — «Пять вечеров» А. М. Володина — Катя (реж. И. Зубжицкая)
- 2006 — «Король-Олень» Карло Гоцци — Олень (реж. Г. Р. Тростянецкий)
- 2005 — «Старые дома» Г. Голубенко, Л. Сущенко, В. Хаита — Тимофей Кузьмич (реж. А. Кладько)
- 2006 — «Король и принц, или Правда о Гамлете» А. Радовского — Офелия (реж. А. М. Строев)
- 2007 — «Лев зимой» Джеймса Голдмена — Элис (реж. М. Г. Черняк)
- 2009 — «Зимняя сказка» по Уильяму Шекспиру — Гермиона / Утрата (реж. Магуи Мира (Испания)
- 2009 — «Метро» Николаса Баера — Мюриэль Первис (реж. С. Я. Спивак)

### Работы на телевидении
- 2006 — 2011 — «Женская лига», комедийное телевизионное скетч-шоу на телеканале «ТНТ».
- 2008 — 2009 — «Большая разница», развлекательное шоу пародий на «Первом канале» — пародии на Кейт Уинслет, Ксению Собчак, Светлану Журову, Яну Чурикову и др.
- 2012 — «Вечерний Ургант» — гость
- 2022 — «Танцы со звёздами», танцевальное телешоу на телеканале «Россия-1».

### Фильмография
| Год       |     | Название                                        | Роль |
| --------- | --- | ----------------------------------------------- | --- |
| 2004      | с   | Улицы разбитых фонарей. Менты-6                 | секретарь генерала Подгорулько (серия №5 «Августовский щипач»)                                                      |
| 2005      | с   | Тамбовская волчица                              | Марина |
| 2006      | с   | Старые дела                                     | Юлия Зайцева, помощница адвоката Василия Васильевича Мазаева                                                        |
| 2007      | ф   | Европа-Азия                                     | невеста |
| 2007      | с   | Омут                                            | Галочка, жена владельца местного ресторана Константина Барышева                                                     |
| 2009      | с   | Катерина. Возвращение любви                     | Вероника Одинцова                                                                                                   |
| 2009      | ф   | Тётя Клава фон Геттен                           | Екатерина Хмелёвская                                                                                                |
| 2009      | ф   | Мужчина в моей голове                           | Ольга, подруга хозяйки книжного магазина Алёны                                                                      |
| 2009      | с   | Возвращение Синдбада                            | Сельма |
| 2010      | с   | Ералаш (выпуск № 247, сюжет «Сочинитель»)       | Ольга, сестра Татьяны Лариной                                                                                       |
| 2010      | ф   | Исполнительный лист                             | Виктория, работница архива                                                                                          |
| 2010      | с   | Партизаны                                       | Алёна |
| 2010      | с   | Сыщик Самоваров                                 | Настя Порублёва, парикмахер                                                                                         |
| 2010      | с   | Смерть Вазир-Мухтара. Любовь и жизнь Грибоедова | Екатерина Александровна Телешева, русская балерина                                                                  |
| 2011      | ф   | Retrum                                          | Жанна / Лейла |
| 2011      | ф   | Домработница                                    | Варвара Стрельникова, домработница                                                                                  |
| 2011      | с   | Катерина. Семья                                 | Вероника Одинцова                                                                                                   |
| 2011—2016 | с   | Светофор                                        | Олеся Игоревна Калачёва (Коваленко), стюардесса, девушка/жена Павла                                                 |
| 2011      | с   | Опергруппа 2                                    | Жанна Зяблева (фильм №1 «Деньги — это бумага»)                                                                      |
| 2011      | ф   | All inclusive, или всё включено                 | Наташа, аниматор, подруга Ани                                                                                       |
| 2012      | ф   | Джентльмены, удачи!                             | Алина, девушка Алексея Трёшкина                                                                                     |
| 2012      | ф   | Поклонница                                      | Лилина, актриса МХТ                                                                                                 |
| 2012      | с   | И отцы, и дети                                  | Рита |
| 2013      | ф   | Одноклассницы                                   | Юля Королёва |
| 2014      | с   | Колыбель над бездной                            | Нина Мигаева |
| 2014      | с   | Ищу жену с ребёнком                             | Лада Калинина, продавец в магазине цветов                                                                           |
| 2014      | с   | Тальянка                                        | Галина Борисовна Сурова, артистка театра музыкальной комедии                                                        |
| 2015      | с   | Великая                                         | графиня Елизавета Воронцова, фаворитка Петра III                                                                    |
| 2015      | с   | Крыша мира                                      | Любовь |
| 2016      | с   | Сладкая жизнь                                   | София, жена золотодобытчика из Якутска Владимира Андреевича Орлова, мать Насти, соседка Вадима и Натальи Максимовых |
| 2016      | с   | Вы все меня бесите!                             | Алёна, бывшая лучшая подруга Софьи Багрецовой, домохозяйка, жена Артёма                                             |
| 2017      | ф   | Жизнь впереди                                   | Мария (серия №7) |
| 2017      | ф   | Везучий случай                                  | Света, жена Сергея                                                                                                  |
| 2017      | с   | Как извести любовницу за семь дней              | Яна, чайлдфри, подруга Ани (многодетной матери)                                                                     |
| 2017      | ф   | Конверт                                         | Дарья Владимировна Аникушина                                                                                        |
| 2018      | ф   | Всё о его бывшей                                | Маргарита Сергеевна Крайнова, директор кадрового агентства «Hr&Expert»                                              |
| 2018      | мтф | Медное солнце                                   | Надежда Александровна, врач                                                                                         |
| 2018      | кор | Раздающая                                       | Галина Маслова |
| 2018—2022 | с   | Год культуры                                    | Марина Евгеньевна Сологуб, преподаватель кафедры русской литературы Верхнеямского филологического института (ВФИ)   |
| 2018      | с   | Анатомия убийства                               | Ирэн Полецкая |
| 2019      | с   | БИХЭППИ                                         | жена мэра |
| 2020      | с   | Война семей                                     | Дарья Мамонтова (Даша), подруга Тани, мать Арины, бывшая жена Дмитрия, дизайнер фирмы «M&D»                         |
| 2020      | с   | Погнали                                         | Алла Осина |
| 2020      | с   | Идеальная семья                                 | Катя |
| 2020      | кор | Саша ищет таланты                               | Галина |
| 2021      | с   | Вампиры средней полосы                          | Ольга Анваровна Воронцова, театральный педагог и вампир                                                             |
| 2021      | с   | Сваты 7                                         | архивариус (серия №3)                                                                                               |
| 2021      | с   | Без памяти                                      | Нелли |
| 2021      | ф   | Мой папа не подарок                             | Ульяна |
| 2021      | с   | Французы под Москвой                            | Элен |
| 2022      | ф   | Родители строгого режима                        | Светлана |
| 2022      | с   | Просто Михалыч                                  | Оксана |
| 2022      | с   | Оливье и роботы                                 | тётя Таня, учительница русского языка и литературы                                                                  |
| 2023      | с   | Крутая перемена                                 | Ольга |
| 2023      | с   | Мастодонт                                       | Екатерина Викторовна Кулик                                                                                          |
| 2023      | с   | Волшебный участок                               | Снежная Королева |
| 2023      | с   | Успешный                                        | Элла, жена Калугина                                                                                                 |
| 2023      | ф   | Страсти по Матвею                               | матушка Анна, мать Матвея                                                                                           |
| 2024      | с   | Успешный-2                                      | Элла, жена Калугина                                                                                                 |

## Признание и награды
- «Муза Петербурга» (2003)
- 2-е место на Московском конкурсе эстрады имени Б. С. Брунова (2004)
- «Золотой софит», номинация «Дебют» (2005)
- диплом «Лучший Дуэт», фестиваль «Театры Санкт-Петербурга — детям» (2007)
- диплом «Лучший дуэт», XVII фестиваль «Театры Санкт-Петербурга — детям» (2008)
- премия журнала ОК! — «Герой из Сети»[4].